# Condado de Montefuerte
El condado de Montefuerte es un título nobiliario español creado el 31 de agosto de 1800  por el rey Carlos IV, con el vizcondado previo de Endella, a favor de José María Allendesalazar y Zubialdea, maestrante de Ronda y caballero de la Orden de Carlos III.

## Condes de Montefuerte
|                        | Titular                                   | Periodo                |
| Creación por Carlos IV | Creación por Carlos IV                    | Creación por Carlos IV |
| ---------------------- | ----------------------------------------- | ---------------------- |
| I                      | José María Allendesalazar y Zubialdea     | 1800-1824              |
| II                     | Nicolás María Allendesalazar y Zubialdea  | 1824-1844              |
| III                    | Manuel María Allendesalazar y Loizaga     | 1848-1891              |
| IV                     | Nicolás Allendesalazar y Muñoz de Salazar | 1892-1915              |
| V                      | Manuel Allendesalazar y Azpíroz           | 1916-1957              |
| VI                     | José María Allendesalazar y Travesedo     | 1959-1983              |
| VII                    | José María Allendesalazar y de la Cierva  | 1986-actual titular    |

## Historia de los condes de Montefuerte
- José María Allendesalazar y Zubialdea (Bilbao, 24 de noviembre de 1756-11 de julio de 1824), I conde de Montefuerte,[1][2] y caballero de la Orden de Carlos III. Era hijo de Juan Antonio Mariano de Allendesalazar y Mezeta, caballero de la Orden de Santiago, y de su esposa y prima hermana, María Dominga Vicenta de Zubialdea y Mezeta.[5]

Casó, el 16 de agosto de 1790, con Juana de Viana Pedroso (m. 1807), IV marquesa de Prado Alegre. Sin descendencia, sucedió su hermano:
- Nicolás María Allendesalazar y Zubialdea (Bilbao, 2 de marzo de 1758-Madrid, 12 de julio de 1844), II conde de Montefuerte,[6] teniente coronel de caballería, gobernador militar de Guernica, regidor de Madrid y patrono de San Pedro de Luno.[7]

Casó, el 19 de diciembre de 1805, en Guernica, con María Ana de Loyzaga y Vildósola (1786-1834), hija de José Joaquín de Loiaga y Castaños y de Francisca de Vildósola e Irarza. Sucedió su hijo:
- Manuel María Allendesalazar y Loizaga (Guernica, 10 de junio de 1814-Miranda de Ebro, 8 de octubre de 1891), III conde de Montefuerte,[8][9] senador vitalicio[9] y maestre de la Real Orden de Ronda y caballero de la Orden de Carlos III.[10]

Casó, el 25 de marzo de 1843, en Madrid, con Ángela Muñoz de Salazar y Martorell, hija de Juan Bautista Muñoz de Salazar Olmedilla y de Ana María Martorell Canalizo. Sucedió su hijo:
- Nicolás Allendesalazar y Muñoz de Salazar (Granada, 27 de abril de 1850-Madrid, 8 de julio de 1915), IV conde de Montefuerte,[11] capitán de fragata, comandante de infantería de Marina y gentilhombre de cámara del rey.[11]

Casó, el 4 de mayo de 1883, en Madrid, con María de la Asunción de Azpíroz y Carrión, hija de Francisco Javier de Azpiroz y Montalvo, II conde de Alpuente, y de María Ana de Carrión y Hollier.
- Manuel Allendesalazar y Azpíroz (Madrid, 30 de enero de 1884-Madrid, 2 de junio de 1957), V conde de Montefuerte,[12] ministro plenipotenciario de primera clase, ministro de España en Estocolmo, ministro consejero en las embajadas de Washington y Lisboa, director general de Asuntos Consulares del Ministerio de Asuntos Exteriores, caballero de la Orden de Santiago y de la Orden de Malta|Orden de San Juan de Jerusalén, y maestrante de Granada.[12]

Casó, en 1917, con Rita Travesedo y Bernaldo de Quirós,  II marquesa de Santa Cristina, grande de España, hija de Alejandro Travesedo y Fernández-Casariego (1859-2 de febrero de 1940), III marqués de Casariego,  III vizconde de Tapia y gentilhombre de cámara con ejercicio y servidumbre del rey Alfonso XIII, y de su esposa, María de los Desamparados Bernaldo de Quirós y Muñoz, I marquesa de Santa Cristina, grande de España, hija de José María Bernaldo de Quirós y González de Cienfuegos, VIII marqués de Campo Sagrado y de su esposa María Cristina Muñoz y Borbón, nieta de la reina María Cristina de Borbón-Dos Sicilias, I marquesa de la Isabela y I vizcondesa de la Dehesilla.
- José María Allendesalazar y Travesedo (Madrid, 19 de febrero de 1921-Madrid, 30 de octubre de 1983), VI conde de Montefuerte, [15] IV marqués de Casariego,[16] III marqués de Santa Cristina, grande de España,[13]  IV conde de Alpuente (rehabilitado en 1982), caballero de la Orden de Santiago y de la Orden de Malta y gran cruz del Mérito Civil.[15] Fue ministro plenipotenciario y jefe de protocolo de la casa real.[13]

Casó, el 23 de junio de 1947, con Isabel de la Cierva y Osorio de Moscoso (m. 5 de enero de 2017), hija de Antonio de la Cierva y Lewita, II conde de Ballobar y de María Rafaela Osorio de Moscoso y López de Ansó,  XV duquesa de Terranova, grande de España, XIV marquesa de Poza, VII condesa de Garcíez. Sucedió su hijo:
- José María Allendesalazar y de la Cierva, VII conde de Montefuerte y V conde de Alpuente.[17]

Casó, en Salamanca el 13 de julio de 1991, con Macarena de Travesedo y Espinosa, hija de Javier de Travesedo y Jiménez Arenas, teniente coronel de caballería, y de su esposa María Teresa de Espinosa y Méndez de Vigo, V condesa de Cabaña de Silva.